# 大荷兰

设想的把荷兰语区整合到荷兰的“大荷兰”

大荷兰（荷蘭語：Groot-Nederland）是一个术语，用来描述部分或全部低地国家，某些政治团体渴望把这些低地国家统一成一个单一政体。
大荷兰主义（Grootneerlandisme）则是一个术语，用来描述这种政治上的渴望。
一个方案包括荷兰和佛兰德的统一或再统一，组成一个可能的单一制国家，一个联邦，或一个同盟。因为这个方案将统一荷兰人，“Dietsland”这个术语被用于描述这种统一。它使用了“Diets”这个词，荷兰（Dutch）的古语。另一个方案，叫做“完整荷兰”（Heel-Nederland），要求把所有低地国家联合为一个单一实体，“众荷兰”。 还有另外一种形式是当代奥兰治主义，寻求在低地国家恢复荷兰皇族。

## 专属大荷兰

荷蘭聯合王国，1815年－1839年

狭义上的大荷兰指的是荷兰和佛兰德的统一。这种思想也被称为荷兰的统一（Dutch reunification），其立足之处是荷兰人和说荷兰语的比利时人（即佛兰芒人）拥有一个共同的历史、文化和语言。它强调，欧洲大多数讲荷兰语的人所联合组成的新国家，将会成为一个更强大的集团，无论在政治上还是在经济上。它的支持者们，尤其是在多语言的比利时，同时也主张，一个单一语言的国家更有效率，较不官僚。在荷兰，与佛兰德的联合并没有成为一个政治主题，仅有一个政党将其列入政見，即右翼的PVV。但是在2007年8月21日，民意调查显示，总人口中的三分之二都会欢迎与佛兰德的联合。然而，佛兰德和荷兰组建（联邦制）联合体，这在佛兰芒人中不是一个受欢迎的选择。2007年的比利时大选在组建政府方面遇到了困难，虽然有这些困难，但佛兰德脱离比利时的可能性显得比以前大得多。Vlaams Belang和N-VA这两个政党是最主要的支持者。
无论在荷兰还是在比利时，大荷兰主义有时会和极右法西斯组织有关联，这一运动在二战中使用了后者的部分意识形态和一些标语来达到自己的目标。很多温和的个人政治家对这一特殊的意识形态表示支持，包括Domela Nieuwenhuis、Louis Tobback、Hugo Schiltz和Frits Bolkestein（仅举这几个例子）。

## 完整荷兰

历史上的奥伦治亲王亲王旗时常被完整荷兰组织使用

完整荷兰（Heel-Nederland），也被称为荷兰的重新统一，是一种意识形态，要求创建一个国家，包括所有历史上低地国家而不仅仅是说荷兰语的地区。主要的提议是联合比利时（整个）、卢森堡和荷兰（与之前的荷兰合众国相似）。其他的提议还包括法国北部（最好是Nord-Pas de Calais）和以前德国说荷兰语的地区，更极端的是包括南非。
这种意识形态被称为完整荷兰主义（Heelneerlandisme），有时被称为勃艮第主义（Burgundicism），来源于历史上的勃艮第帝国圈。令人不解的是，这个术语被一些团体，例如Vlaams Belang，用来指语言学上的大荷兰，而非更广泛意义上的所有低地国家的联合。
完整荷兰组织成员包括：
- Benev（荷兰和佛兰德）
- De Pacificatielezingen vzw（佛兰德）
- Delta-Stichting（佛兰德）
- Open Orthodoxie / Bitter Lemon（荷兰）
- Het Pennoen（佛兰德）
- Die Roepstem（佛兰德、荷兰和南非）
- Voorpost（荷兰和佛兰德）
- Werkgemeenschap de Lage Landen（荷兰和佛兰德）
- Zannekin（佛兰德）

## 当代奥兰治主义
从20世纪80年代开始，“奥兰治主义”这个术语用以表示大荷兰或完整荷兰计划，着重致力于把荷兰王室（Orange-Nassau家族）恢复至整个地区。它和19世纪或更早的专属奥兰治主义是不一樣的。

## 外部連結
- Whole-Netherlands (in politics) - Government and Politics Research